# Kroatiska statsarkivet
För byggnaden, se Kroatiska statsarkivets byggnad.
Kroatiska statsarkivet (kroatiska: Hrvatski državni arhiv, förkortat HDA) är Kroatiens nationalarkiv och centrala arkivinstitution. Det är beläget i huvudstaden Zagreb och sorterar under det kroatiska kulturministeriet. Dess uppgift omfattar arkivtjänster och arkivbildning av aktuella register som skapats av statliga organ, statliga och offentliga institutioner och företag, av juridiska och enskilda personer vars verksamhet täcker hela eller större delen av Kroatien eller är av nationellt intresse.
Kroatiska statsarkivet är inhyst i en kulturmärkt byggnad i stadsdelsområdet Nedre staden i Zagreb. Dess verksamhet anses åtminstone i symbolisk mening härröra från år 1643.

## Historik

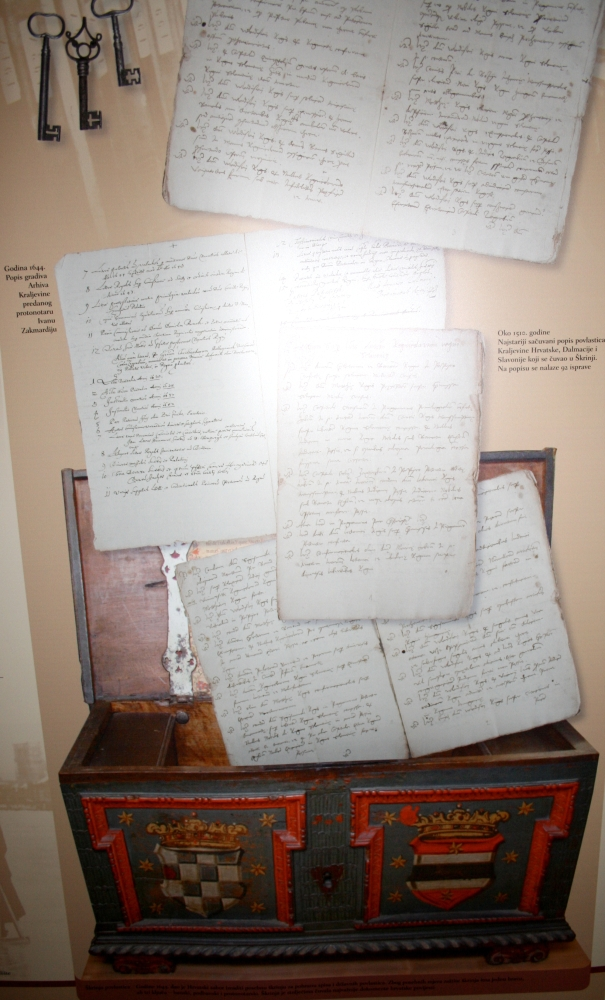
Privilegijekistan (Škrinja privilegija).

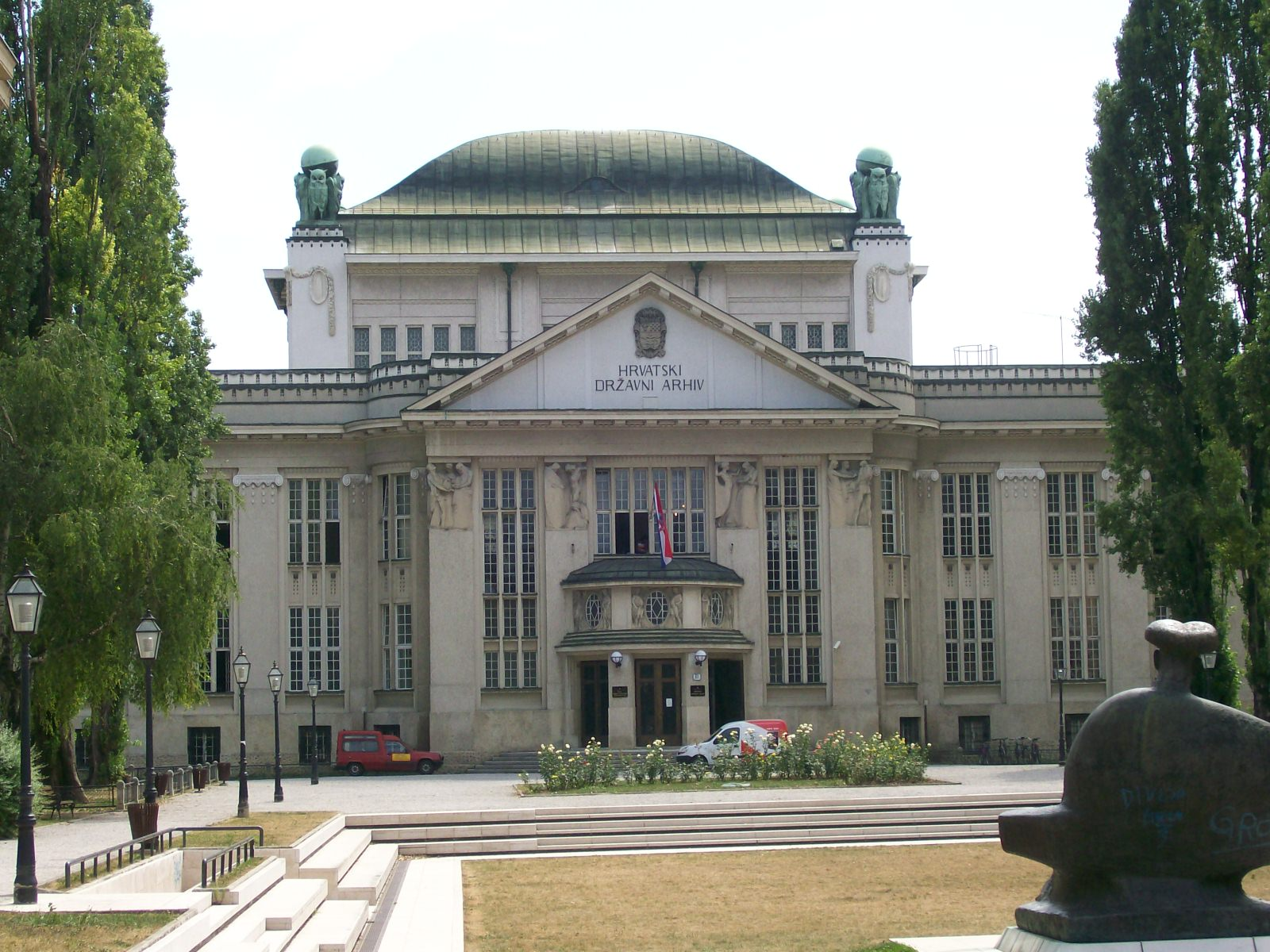
Kroatiska statsarkivets byggnad 2007.

Statsarkivet verksamhet anses ha sina rötter från 1643 då det kroatiska parlamentet Sabor fattade ett principiellt beslut om att låta tillverka en speciell kista för förvaring av de dokument som styrkte det dåvarande habsburgska kungarikets privilegier och juridiska föreskrifter. Uppgiften att låta tillverka kistan gavs protonotarien Ivan Zakmardi de Diankovec. 

## Organisation
Kroatiska statsarkivet har omkring 160 anställda som är verksamma vid arkivets följande avdelningar; avdelningen för skydd och behandling av personakter, avdelningen för information och kommunikation, IT-avdelningen, det kroatiska filmarkivet, centrallaboratoriet för bevarande och restaurering, centrallaboratoriet för fotografi, avdelningen för omfattande och finansiella tjänster och avdelningen för Zagreb ärkestifts arkiv. 

## Arkivfonder och samlingar
Det kroatiska statsarkivet innehar mer än 23 500 löpmeter arkiv, med anor från 900-talet fram till i dag, ordnade i mer än 1 850 arkivfonder och samlingar som främst skapats av de centrala statliga förvaltningsorganen, de militära institutionerna, utbildnings-, kultur- och sjukvårdsinstitutionerna. Särskilt viktigt anses materialet som skapats av kroatiska utvandrare och framstående individer och familjer som hör till den kroatiska kulturkretsen.

### Fotnoter
1. ↑  Kroatiska statsarkivet Arkiverad 7 oktober 2014 hämtat från the Wayback Machine. - officiell webbplats (engelska)
2. 1 2 3 4 5  Kroatiska statsarkivet Arkiverad 25 mars 2015 hämtat från the Wayback Machine. - officiell webbplats (engelska)